# Panel de mensajería variable

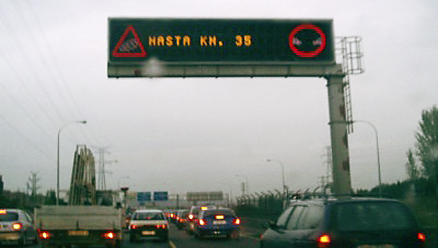
Panel de mensajería variable

Los paneles de mensajería variable (PMV) son paneles de señalización diseñados para alertar o informar al usuario sobre el estado de la carretera. Un PMV puede mostrar un icono o mensajes escritos, los cuales pueden mostrarse alternativamente encendidos, apagados o intermitentes según sea necesario.
Los PMV suelen colocarse en los postes con vistas a las carreteras, especialmente en autopistas.Son dispositivos dinámicos que difunden mensajes en tiempo real, debiendo ajustarse a las normas, decretos y reglamentos en vigor. Estos mensajes pueden incluir las características del tráfico, los atascos, las condiciones meteorológicas, el asfalto mojado por la lluvia, la temperatura, y mensajes informativos como la existencia de un control radar.
Los paneles de mensajería variable también pueden utilizarse en las ciudades para informar sobre actividades y eventos, además de la disponibilidad de aparcamiento o la congestión vehicular.
Estas características hacen de estos paneles uno de los dispositivos más utilizados en la carretera.
Los paneles están compuestos por cuatro elementos:
1. Soporte: sustento físico del panel, que consiste en un pórtico anclado al suelo donde se coloca.
2. Panel: elemento donde se muestra la información. Están diseñados para que sólo lo vean los conductores que están frente a ellos, y son visibles tanto de día como de noche.
3. Comunicación: permite el envío de información que tiene que mostrarse del centro de control al panel.
4. Alimentación: Los paneles se alimentan mediante conexión a la red eléctrica.